# Convención Nacional Democrática de 2006
En 2006, el excandidato a la presidencia de la República por la Coalición Por el Bien de Todos, Andrés Manuel López Obrador, llamó a la construcción de una Convención Nacional Democrática para hacer un frente opositor al partido de la derecha que mantuvo el poder y defender el conteo total de votos, un nuevo constituyente, la reforma de una nueva república, la defensa de los trabajadores, la soberanía, territorio, y recursos naturales, el Frente Amplio Progresista y la legitimación del excandidato a la presidencia de la República de la Coalición Por el Bien de Todos, Andrés Manuel López Obrador como Presidente Legítimo. Dicha Convención tuvo como miras discutir temas de importancia nacional, ejercer influencia política y social en México y aglutinar a los actores políticos y sociales que no ejercieron su voto por Felipe de Jesús Calderón Hinojosa, sino por López Obrador, aunque a esta lucha se sumaron también personas que al principio no votaron por él, pero que creyeron en López Obrador y su idea de lucha por un México mejor. También hay que mencionar que existieron personas que votando por López Obrador le retiraron su apoyo por no creer en su argumentación del fraude electoral.
La CND lopezobradorista contó con la simpatía no solo de los partidos de izquierda que conformaron el Frente Amplio Progresista (Partido de la Revolución Democrática, Partido Del Trabajo y el Partido Convergencia), sino también de intelectuales, periodistas, artistas y otros grupos como el Frente Popular Francisco Villa (FPFV), algunos miembros del Partido Comunista de México (Marxista-Lenininsta), la APPO, adherentes de la Sexta Declaración de la Selva Lacandona que simpatizando con el EZLN abandonaron La Otra Campaña, La Asamblea de Barrios e incluso gente de otros partidos como el Partido Socialdemócrata (Alternativa Socialdemócrata) y los renovados pero sin registro Partido Popular Socialista de México y Partido Revolucionario de los Trabajadores.

## Delegados
Constituida por delegados, los requerimientos para participar en las discusiones que se llevaron a cabo están estipuladas en el artículo 7° del reglamento de la convención. Estos requerimientos son:
- a) ser electo en asamblea popular
- b) ser designado representante de la comunidad o de alguna organización o,
- c) manifestar su voluntad libre y personal de participar en la Convención Nacional Democrática e inscribirse con firma autógrafa, aportando los datos de su credencial para votar con fotografía.

## Programa de la CND
El Programa de los 5 Puntos de la CND establece lo siguiente:
- Impulsar el estado de bienestar.
- Defender el patrimonio nacional.
- Luchar contra corrupción.
- Pugnar por el derecho a la información.
- Transformar las instituciones públicas.

Para llevar a cabo su plan de trabajo, la Comisión Organizadora de la Convención Nacional Democrática designó a dos responsables por estado: un responsable político y un responsable operativo.
Los responsables políticos y responsables operativos por estado, estarán encargados de dirigir las comisiones organizadoras de cada estado de la República y desplegar las tareas de difusión y organización, la discusión de los proyectos de resolución, la elección de los delegados, su acreditación y el transporte de los mismos a la Convención Nacional Democrática.

## Las asambleas
Estas reuniones políticas populares se llevaron a cabo en la capital mexicana, México, D.F., en el Zócalo capitalino.

### Primera asamblea
Se lanzó la convocatoria el 15 de agosto de 2006, y fue llevada a cabo del 16 de septiembre de 2006, con la participación de más de un millón de delegados provenientes de todos los estados de la República.

### Tercera asamblea
Se llevó a cabo 18 de noviembre de 2007.

## Jornada Nacional de protesta contra el "Fraude Electoral del 2006"
22 y 23 de junio se llevaron a cabo "Foros estatales" en todos los estados de la República
29 y 30 de junio se realizó el Foro nacional “Testimonios del fraude electoral” en la Ciudad de México
1 de julio, se convoca a movilización del Ángel de la Independencia al Zócalo de la Ciudad de México con Asamblea Informativa de Andrés Manuel López Obrador, todo con rumbo a la tercera asamblea que se llevó a cabo el 20 de noviembre de 2007.